# Confesiones de un malandrin
Confesiones de un malandrin è il primo, e finora unico, album di Angelo Branduardi in lingua spagnola. Segue l'uscita di Si può fare in Italia, e contiene alcuni brani estrapolati da quell'album uniti ad altri suoi famosi successi tradotti in spagnolo da Carlos Toro.

## Tracce
1. Puede hacerse
2. Comete la manzana
3. El cerezo
4. La pulga de agua
5. Il viaggiatore *
6. Forte *
7. Devi trattarla bene *
8. Cambia il vento, cambia il tempo *
9. Confesiones de un malandrin
10. En la feria del este
11. Baile en fa menor
12. El regalo del ciervo
13. Señora

Esistono due CD single promozionali per questo album: 
1. La pulga de agua - Traccia unica.
2. Puede hacerse, Si può fare.

(*) Brani in italiano